# Mohammed Daoud Odeh
Mohammed Daoud Odeh (en arabe : محمد داود عودة), né en 1937 à Silwan et mort à Damas le 3 juillet 2010, plus connu sous le nom de Abou Daoud (أبو داود), a été le leader du commando terroriste de l'Organisation palestinienne Septembre noir responsable du massacre de onze athlètes israéliens lors des Jeux olympiques d'été de 1972.

## Biographie
Avant d'entrer au Fatah, Mohammed Daoud Odeh est instituteur en Cisjordanie, puis en Arabie saoudite.

### Activisme
À Riyad, en 1962, toujours instituteur, il rencontre Ahmed Al-Qudwa qui l'intègre au Fatah. Expulsé d'Arabie saoudite, il part s'installer au Koweït qu'il quitte plus tard pour aller habiter à Amman en Jordanie. Il est une figure importante du Fatah durant les divers conflits opposant l'OLP à l'armée hachémite.

### Massacre de Munich
En 1972, il organise avec l'aide de Abou Iyad le massacre de Munich aux Jeux olympiques d'été de 1972, qui coûte la vie à 17 personnes dont 11 athlètes israéliens.
Ayant été arrêté à Paris le 7 janvier 1977 alors qu'il se rendait à l'enterrement d'un proche (Mahmoud Saleh, responsable d'une librairie à Paris et assassiné), il était l'objet de deux demandes d'extradition formulées par Israël et l'Allemagne pour sa responsabilité dans le massacre de Munich,.
La France rejette son extradition et l'expulse vers Alger où il est libéré, les tribunaux se basant sur, d'une part, le fait que les demandeurs allemands n'aient pas communiqué un document important et, d'autre part, le fait que, avant 1975, les juridictions répressives françaises n'avaient aucune juridiction sur des crimes commis à l'étranger par des étrangers contre des citoyens français et que, par non-rétroactivité, il ne pouvait donc pas avoir d'infraction punissable.
L'affaire Abou Daoud est durement ressentie par Israël et en Allemagne comme une atteinte à la lutte antiterroriste,.
Cependant, en Allemagne, des documents diplomatiques montrent qu'on y était peu enclins à organiser un procès, par crainte de nouveaux attentats terroristes palestiniens ; la presse allemande manifestait de la colère, mais des diplomates ressentaient du soulagement.

### Accords d'Oslo et dernières années
Depuis les accords d'Oslo en 1993, Abou Daoud abandonne sa lutte contre l'État d'Israël.
Sous le coup d'un mandat d'arrêt israélien et interdit de séjour en Jordanie, il vit en exil à Damas où il meurt, des suites d'une insuffisance rénale, le 3 juillet 2010.
Il est le père d'un haut responsable du Hamas.

### Mémoires
En 1999, il écrit ses mémoires dans Palestine : de Jérusalem à Munich, et les publie sous le nom de Abou Daoud, en français avec la collaboration de Gilles du Jonchay. Dans ce livre, il revient en détail sur l'opération de Munich, en révélant qu'elle avait été financée par Mahmoud Abbas, et aussi sur ses suites, notamment l'opération israélienne visant à arrêter ou tuer les responsables. 
Il y évoque le mois de janvier 1977, lorsque la France avait refusé son extradition à l'Allemagne et à Israël. 